# Chaetoclusia bakeri
Chaetoclusia bakeri är en tvåvingeart som beskrevs av Daniel William Coquillett 1904. Chaetoclusia bakeri ingår i släktet Chaetoclusia och familjen träflugor. Inga underarter finns listade i Catalogue of Life.